# Avro Shackleton
L'Avro 696 Shackleton était un avion de patrouille maritime britannique à long rayon d'action utilisé par la Royal Air Force (jusqu'en 1991) et la South African Air Force (de 1957 à 1984). Il fut développé par Avro à partir de son bombardier Avro Lincoln mais avec un fuselage redessiné. Destiné principalement à des missions de lutte anti-sous-marine (ASM) et de patrouille maritime, il fut plus tard adapté à des missions de détection et surveillance, et de recherche et sauvetage. Cet appareil doit son nom à l'explorateur polaire britannique Sir Ernest Shackleton.

## Variantes

### Avro 696 Shackleton
3 prototype du modèle 696 furent commandés en mai 1947 en réponse à la Specification R.5/46 de la RAF :
VW126
Premier prototype de la série. Premier vol le 9 mars 1949.
VW131
Premier vol le 2 septembre 1949.
VW135
Premier vol le 29 mars 1950.

### Avro 696 Shackleton MR.1
Shackleton MR.Mk.1
Premier modèle de production pour la RAF. Équipé d'une tourelle dorsale Bristol Type 17 avec 2 canons de 20 mm. 29 exemplaires construits Le premier modèle de cette variante vola pour la première fois le 28 mars 1950 et entra en service au sein du No. 120 Squadron RAF basé à Kinloss en mars 1951, en remplacement de ses Avro Lancaster GR.3/MR.3
Shackleton MR.Mk.1A
Variante mise en service en avril 1951, motorisée avec 4 moteur à piston V12 Griffon 57A et équipé d'un radome sous le nez. 47 exemplaires construits.
Shackleton T.4
Variante convertie à partir des modèles MR.1 et MR.1A, destiné à l'entrainement à la navigation. La tourelle dorsale Bristol est retirée, un radar ASV-21 installé et un poste d'opérateur radar et un autre radio est ajouté pour les recrues. 17 conversions.

### Avro 696 Shackleton MR.2

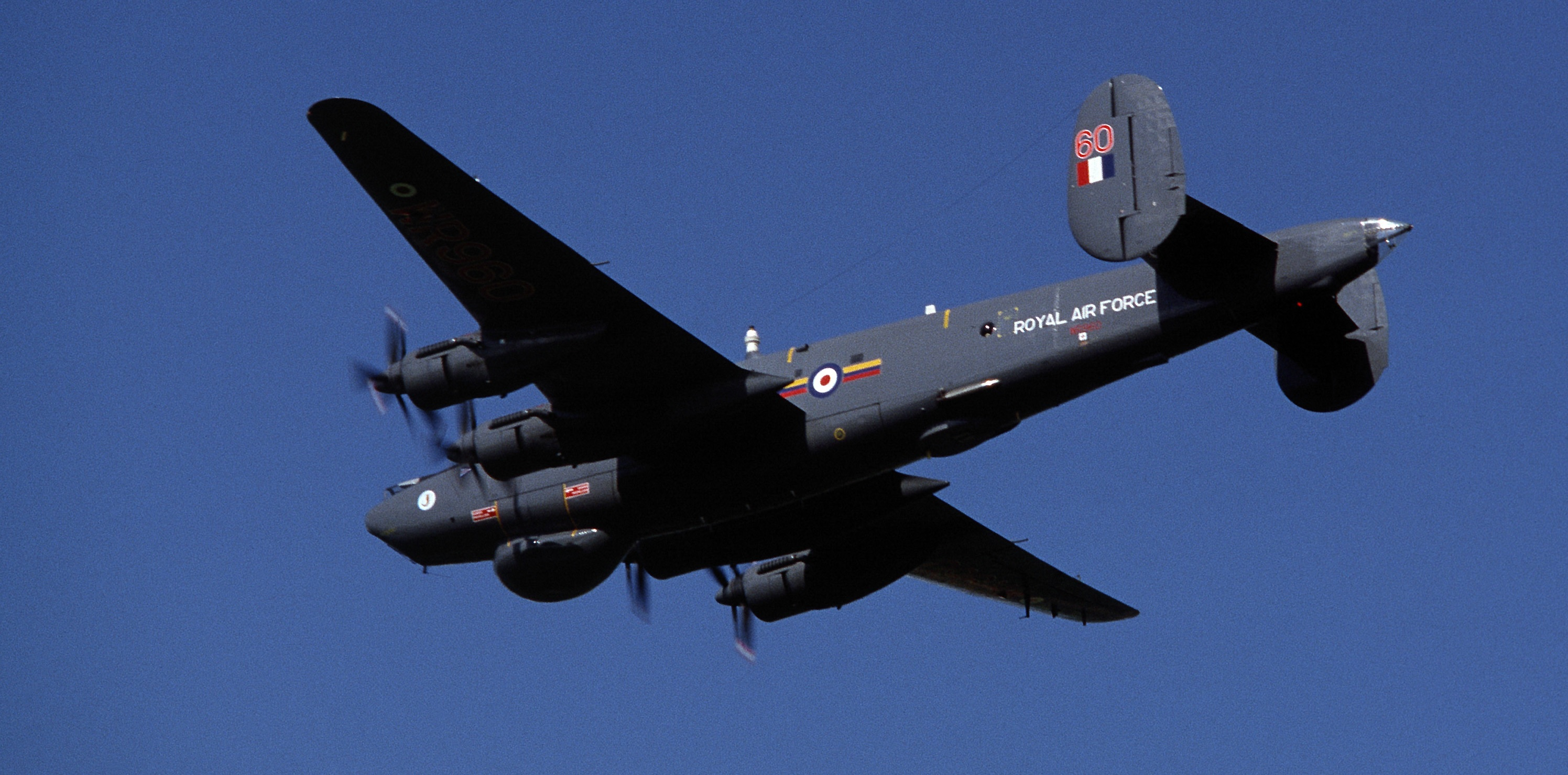
Un Shackleton AEW.2 du No. 8 Squadron RAF en 1982. Le radar AN/APS-20 se trouve dans la bulbe sous le fuselage.

Shackleton MR.2
Version identifiable par un nez plus long et un radôme repositionné en partie ventrale. Poste d'observation installé dans la queue de l'appareil. Armé d'une tourelle dorsale bitube de 20 mm ainsi que deux autres canons de même calibre dans le nez. Roulette de queue double rétractable. Un appareil (n° de série WB833) commandé initialement en version MR.1 fut construit aux spécifications du prototype MR.2 (premier vol le 17 juin 1952). 70 appareils construits (dont le prototype).
Shackleton T.2
Variante (début des années 1960) destinée à la formation radar convertie à partir du MR.2. Les canons avant ont été retirés et des postes radar installés pour les élèves. 10 appareils convertis.
Shackleton AEW.2
Appareil de détection avancée (AEW pour Airborne Early Warning) converti à partir de MR.2 pour recevoir le système d'alerte radar avancé AN/APS-20 du Fairey Gannet AEW.3 en service de 1972 à 1991. 12 appareils convertis.

### Avro 716 Shackleton MR.3
Shackleton MR.3
Appareil de reconnaissance maritime et lutte anti-navire. La roulette de queue est remplacée par une configuration tricycle. Équipé de réservoirs en bout d'ailes et armé uniquement de canons dans le nez. 1 prototype et 41 appareils produits dont 8 exportés en Afrique du Sud
Shackleton MR.3 Phase 1
Modernisation "Phase 1" introduisant principalement des modifications de l'équipement interne.
Shackleton MR.3 Phase 2
Modernisation "Phase 2" permettant d'ajouter des équipements de contre-mesures électroniques et une radio à haute fréquence plus puissante.
Shackleton MR.3 Phase 3
Dernière des 3 phases de modernisation du MR.3 introduisant 2 turboréacteurs Viper installés en arrière des nacelles moteurs pour l'assistance au décollage. Les ailes furent renforcées à cause de l'ajout des moteurs d'appoint. Nouveau système de navigation installé, ainsi que quelques modifications dans l'équipement interne comme la réduction de la zone de repos de l'équipage pour permettre l'installation de postes tactiques supplémentaires.

### Projet
Shackleton MR.4
Projet d'appareil de reconnaissance maritime utilisant des moteurs Napier Nomad. Aucun exemplaire construit.

## Survivants
- SAAF 1722 (MR.3), connus aussi sous le code 'Pelican 22', c'est l'unique exemplaire de Shackleton en état de vol. Cet appareil a été acheté et utilisé par le South African Air Force Museum situé sur la base aérienne de Ysterplaat (en). C'est le premier des huit Shackletons à avoir été utilisé par la South African Air Force de 1957 à 1984. Bien qu'il soit en état de vol, il est maintenu au sol par le musée pour des raisons de sécurité et de préservation ainsi que pour des raisons de manque de personnel navigant et au sol qualifié. Cependant, les moteurs sont mis en route une fois par mois...
- MR.2 WR963 (G-SKTN). En cours de restauration par l'association "Shackleton Preservation Trust". Basé sur l'aéroport de Coventry (Angleterre)
- MR.3 WR982. Exposé au Aviation Museum de Gatwick (Angleterre). Les moteurs sont fonctionnels.

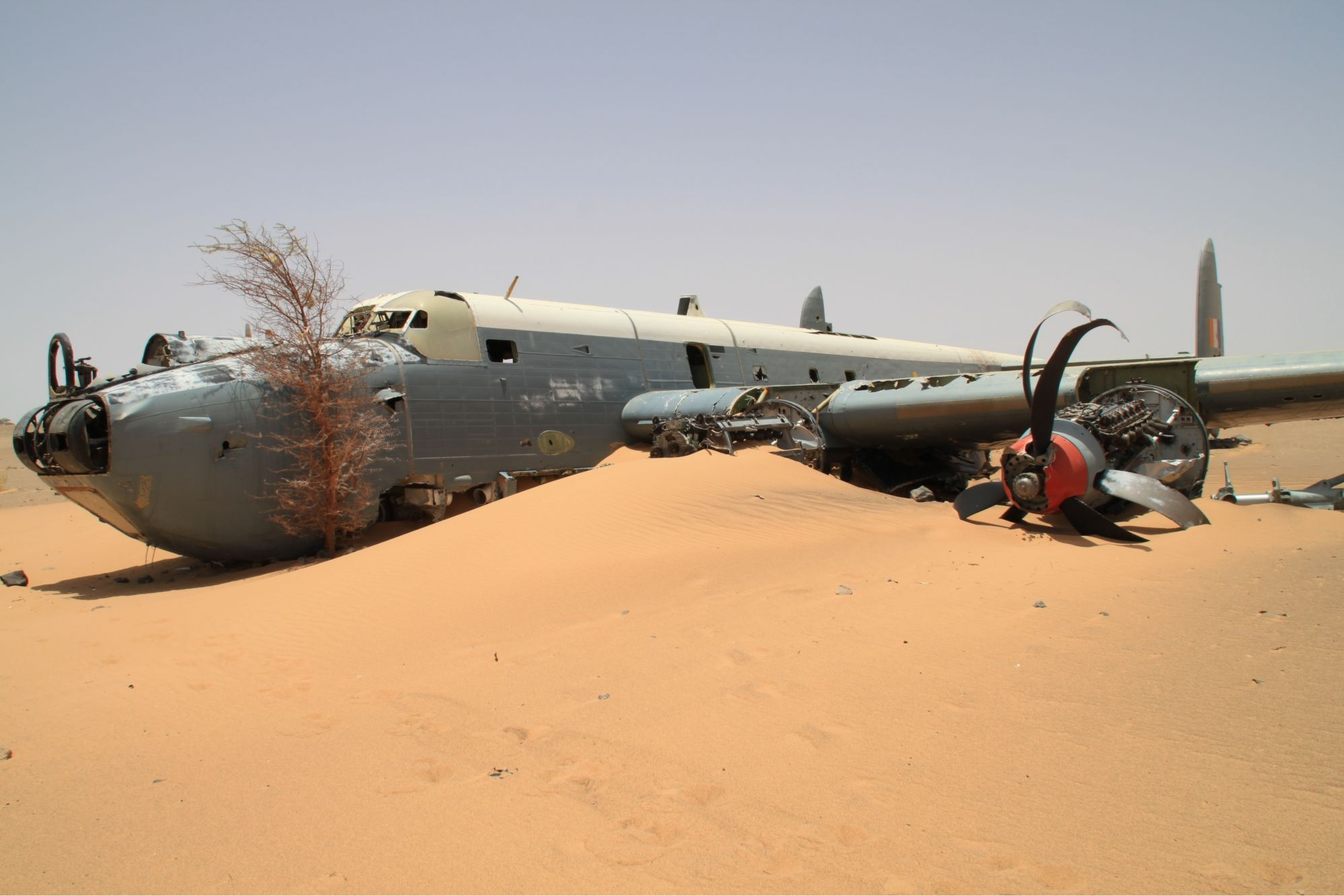
Épave du SAAF 1716 ('Pelican 16'), après son crash dans le Sahara en 1994

- MR.2C WL795 exposé au RAF museum de St. Mawgan (Angleterre).
- AEW.2 WR960 exposé au Museum of Science and Industry de Manchester (Angleterre).
- MR.3 WR971. Sections de fuselage exposées au Fenland & West Norfolk Aviation Museum de Wisbech (Angleterre) et au Norfolk & Suffolk Aviation Museum de Flixton (Angleterre).
- MR.3 WR974 exposé Aviation Museum de Gatwick (Angleterre).
- MR.3 WR977 exposé au Air Museum de Newark (Angleterre).
- MR.3 WR985 appartient à un propriétaire privé de Long Marston (Angleterre).
- AEW.2 WL747 debout, abandonné à l'extrémité ouest de la piste 11/29 à l'aéroport de Paphos, à Chypre.(34° 43′ 33″ N, 32° 28′ 00″ E)
- AEW.2 WL757 debout, abandonné à l'extrémité ouest de la piste 11/29 à l'aéroport de Paphos, à Chypre.(34° 43′ 33″ N, 32° 28′ 00″ E)
- AEW.2 WL790 sera exposé au Pima Air & Space Museum de Tucson (Arizona, États-Unis) en mai 2013 après restauration.
- SAAF 1716 ('Pelican 16') fut restauré à l'état de vol en 1994, mais lors de son retour vers l'Angleterre la même année, fut obligé de faire un atterrissage forcé au Sahara occidental, près de la frontière mauritanienne (22° 37′ 50″ N, 13° 14′ 15″ O) après une double panne moteur[2]. L'accident ne causa aucune perte mais l'avion fut abandonné sur place dans le désert[3].
- SAAF 1717 exposé au Transport museum de Stanger
- SAAF 1720 (mais peint avec le no 1717) exposé sur la base aérienne de Ysterplaat (en) jusqu'au le 13 mars 2013, date à laquelle l'appareil fut démoli après des années de corrosion sans maintenance[4]...
- SAAF 1721 exposé au South African Air Force Museum sur la base aérienne de Swartkop (en).
- SAAF 1723 exposé comme enseigne au-dessus d'une station service, près de l'autoroute N1 dans Soweto, Johannesburg.(26° 16′ 39″ S, 27° 56′ 41″ E).
- MR.3 XF700 abandonné à l'état d'épave à Nicosie, Chypre.
- MR.3 XF708 exposé au Imperial War Museum de Duxford (Angleterre).